# Зроблено в Тайвані
Зроблено в Тайвані (спрощ.: 臺灣製造; піньїнь: Táiwān zhìzào) — це етикетка походження країни, яка розміщується на продуктах, виготовлених на Тайвані. У міру того як економіка Тайваню збільшила виробництво, етикетка «Made in Taiwan» застосовувалася до різних товарів від текстилю, пластикових іграшок і велосипедів у 1980-ті до ноутбуків і комп’ютерних мікросхем у 1990-ті, понад 80% світового дизайну ноутбуків виготовляється на Тайвані.